# Tupolev Tu-2000
Tupolev Tu-2000 là một đề án loại máy bay ném bom hạng nặng tầm xa, do viện thiết kế Tupolev thiết kế. Ban đầu nó được thiết kế cho Không quân Liên Xô, Không quân Nga tiếp tục phát triển cho đến khi đề án bị hủy bỏ.

## Tính năng kỹ chiến thuật
Đặc tính tổng quan
- Kíp lái: 2
- Sức chứa: 8,000 kilôgam (17,637 lb) tải trọng
- Chiều dài: 72 m (236 ft 3 in)
- Sải cánh: 30 m (98 ft 5 in)
- Đường kính: 13 m (42 ft 8 in)
- Trọng lượng có tải: 192.000 kg (423.288 lb)
- Trọng lượng cất cánh tối đa: 350.000 kg (771.618 lb)
- Động cơ: 4 × Hydro lỏng (LH2) với oxy lỏng (LOX – như oxidizer) kiểu turbo jet/scramjet

Hiệu suất bay
- Vận tốc cực đại: Mach 24